# Edward Kellett
Pour les articles homonymes, voir Kellett.
Edward Orlando Kellett, né le 19 mai 1902 et tué à la guerre le 22 mars 1943, est un militaire et homme politique britannique.

## Biographie
Il est l'unique enfant du major-général Richard Kellett, militaire de carrière. Éduqué à la public school Cheltenham College dans le Gloucestershire, il suit une formation militaire au Royal Military College de Sandhurst et intègre le régiment des Irish Guards en 1922. Marié en 1926, en 1930 il intègre le régiment de yeomanry des Sherwood Rangers, dans la réserve de l'Armée. Il y est promu major en 1936,.
Candidat malheureux pour le Parti conservateur aux élections législatives de 1935 dans la circonscription de Carmarthen, il est élu député de Birmingham Aston à l'occasion d'une élection partielle en mai 1939. Son premier discours à la Chambre des communes, le 20 juillet, porte sur les tensions en Palestine mandataire. Il estime que les colons juifs en Palestine, « par leur dur labeur dans ce pays, ont mérité le droit d'y vivre et de gouverner ce pays aux côtés des arabes qui s'y trouvaient avant leur arrivée ». Il sera ensuite peu actif au Parlement, en raison de sa participation à la Seconde Guerre mondiale dans les rangs des forces armées,.
Il est déployé à la guerre au sein de la Royal Armoured Corps. Promu lieutenant-colonel en 1940, puis colonel, il est fait compagnon de l'ordre du Service distingué en 1943. Il est tué au combat en Tunisie durant la campagne d'Afrique du Nord, en mars 1943 à l'âge de 40 ans. Il est inhumé au cimetière militaire de Sfax et est l'un des cinquante-six parlementaires britanniques morts à la Seconde Guerre mondiale et commémorés par un vitrail au palais de Westminster,,.